# برج القچین علیا
بقایای برج القچین علیا مربوط به سده‌های متاخر دوران‌های تاریخی پس از اسلام است و در شهرستان کهگیلویه، بخش چرام، دهستان چرام، روستای القچین علیا واقع شده و این اثر در تاریخ ۱۸ شهریور ۱۳۸۷ با شمارهٔ ثبت ۲۳۳۳۷ به‌عنوان یکی از آثار ملی ایران به ثبت رسیده است.